# Menteşeli Masud
Menteşeli Masud fou el segon beg o amir dels menteşeoğulları del Beylik de Menteşe-oğlu. Va succeir al seu pare Menteşe després del 1282 i abans del 1291 quan consta una moneda seva trobada a Milas. El seu germà Kirman (o Karman) va governar a Föke (Finike), a Lícia, no se sap si d'acord amb el seu germà gran o rebel a aquest (el 1330 va acabar sotmès als Hamitoğulları). Abans o entorn del 1300 va perdre Tralles (després Aydin) però vers el 1300 va conquerir l'illa de Rodes; no obstant els hospitalaris la van recuperar el 15 d'agost de 1308 i els seus esforços per recuperar l'illa foren inútils. Va morir vers el 1319 i el va succeir el seu fill Şücaüddin Orhan.